# 峰竜太のナンデモアルキメデス
峰竜太のナンデモアルキメデス（みねりゅうたのなんでもあるきめです）はニッポン放送・NRN系列で1991年度・1992年度のナイターオフ期間（10月から翌年4月3日まで）で生放送されたラジオ番組。
「ラジオで聞くスポーツ新聞」がキャッチコピーであり、基本コンセプトでもあった。

## パーソナリティ
メイン：峰竜太・今井結梨
サブ：上柳昌彦・畑中秀哉/ニッポン放送アナウンサー（いずれも当時）

## 放送時間
- 1991年度 - 19:00 - 21:00
- 1992年度 - 18:00 - 20:00（19:00まではニッポン放送ローカル。20:00 - 21:00に「そこまでいうか! 熱血!正義の60分」を放送）

なお、この2年度ともテーマ曲は番組オリジナル、番組ジングルも兼ねている。

## ネット局
| - STVラジオ - 青森放送（91年無印→92年◇）（※1） - 秋田放送 - 岩手放送◎（※2） - 山形放送 - 東北放送 - ラジオ福島 - 茨城放送 - 栃木放送 - 新潟放送 - 信越放送（91年☆（※3）→92年◎） - 山梨放送○ | - 北日本放送◇ - 北陸放送 - 福井放送 - 静岡放送◎（※4） - 東海ラジオ - KBS京都○ - 和歌山放送◇ - 毎日放送（※6） - 山陽放送 - 山陰放送◎ - 中国放送 - 山口放送◇ | - 四国放送 - 西日本放送（91年☆→92年◎） - 南海放送 - 高知放送◇ - 九州朝日放送 - 大分放送（91年無印→92年○） - 長崎放送◎（※5） - 熊本放送 - 宮崎放送◇（※5） - 南日本放送 - ラジオ沖縄 |

凡例
- ☆ - 19:00 - 21:00 （91年当時のフルネット）
- ◎ - 19:00 - 20:00
- ◇ - 19:10 - 20:00
- ○ - 19:00 - 19:30
- 無印 - 19:10 - 19:30

- （※1） - 青森放送は1992年度の木曜日・金曜日の19:30 - 20:00枠はネット無し（『木曜ワラッター』『金曜ワラッター』を放送）
- （※2） - 岩手放送は91年度、92年度とも月曜日の19:30 - 20:00枠はネット無し
- （※3） - 信越放送は91年度の金曜日20:00 - 21:00枠はネット無し
- （※4） - 静岡放送は91年度の金曜日19:30 - 20:00枠、92年度の月曜日19:30 - 20:00枠はネット無し
- （※5） - 長崎放送、宮崎放送はいずれも91年度のみ金曜日19:30 - 20:00枠はネット無し
- （※6） - 毎日放送は金曜日のみネット無し。同時間帯の自社番組でCMのみネット。

## タイムテーブル(1991年度)
- 19:00　ヘッドライン10（ニュース読みは上柳らが担当）
- 19:10　今日の一大事
- 19:27　今日は何の日
- 19:30　世の中そーさ線
- 20:00　Show up Today

## タイムテーブル(1992年度)
- 18時台 - 中村雅俊の美女対談
- 18時台 - 竜太の今夜のツッコミ
- 19:00　7時のニュースフラッシュ
- 19:10　世の中そーさ線（前年度19:30枠から繰り上げ、10分短縮）
- 19:30　聞いてトクする情報横丁

※ニッポン放送で特番が組まれ、地方局のみの裏送り1時間番組としての放送となる場合、「7時のニュースフラッシュ」がなくなりオープニングトークに充てられていた。しかし、ニッポン放送版の18時台OPテーマは流れず、通常通り飛び乗り用のジングルでスタートしていた。